# Grand Prix Austrálie 2020
Grand Prix Austrálie 2020 (oficiálně Formula 1 Rolex Australian Grand Prix 2020) byl závod Formule 1, který se měl konat 15. března 2020 v Melbourne ve státě Victoria. Závod se měl konat na okruhu Albert Park a měl být prvním závodem mistrovství světa Formule 1 v sezóně 2020. Několik hodin před začátkem prvního tréninku byla akce zrušena v reakci na pandemii covidu-19 v Austrálii.
Závod měl být 85. závodem v kombinované historii Grand Prix Austrálie, která se datuje od silničního závodu na 100 mil v roce 1928, a také 25. závodem na okruhu v Albert Parku a 36. závodem Grand Prix Austrálie jako součást mistrovství světa Formule 1.
Lewis Hamilton zpočátku vstupoval do sezóny jako obhájce mistra světa mezi jezdci a jeho tým Mercedes jako obhájce mistra světa mezi konstruktéry. Jeho týmový kolega Valtteri Bottas měl obhajovat vítězství v závodě.

## Pozadí
V prosinci 2019 byla Grand Prix Austrálie oficiálně potvrzena jako první z dvaadvaceti závodů původně plánovaného mistrovství světa Formule 1 v sezóně 2020 na zasedání Světové rady motoristického sportu FIA v Paříži. Závod se měl konat na okruhu Albert Park se šestnácti zatáčkami o délce 5,303 km dne 15. března 2020.

### Účastníci
Zpočátku se do závodu přihlásilo všech deset týmů po dvou jezdcích. Scuderia AlphaTauri měla soutěžit poprvé po přejmenování týmu Scuderia Toro Rosso. Esteban Ocon se měl vrátit do šampionátu a nahradit Nica Hülkenberga v Renaultu. Nicholas Latifi měl debutovat ve Formuli 1 s Williamsem a nahradit tak Roberta Kubicu.
Mission Winnow, hlavní sponzor Ferrari, byl vyloučen ze závodu, protože nesplňoval místní zákony upravující sponzorství tabáku.

## Dopad pandemie COVID-19
Několik týdnů před závodem bylo několik velkých sportovních akcí buď zrušeno nebo odloženo v důsledku pandemie COVID-19, kterou Světová zdravotnická organizace 12. března prohlásila za pandemii. Grand Prix Číny byla odložena již několik týdnů předtím a později byla zcela zrušena.
Viktoriánské ministerstvo zdravotnictví oznámilo, že Grand Prix Austrálie se uskuteční podle plánu, ale italské týmy Ferrari a AlphaTauri vyjádřily obavy, protože pandemie COVID-19 v Itálii byla jedním z nejhorších míst, kde vir propukl mimo Čínu. Vzhledem k tomu, že australská vláda zpočátku nezavedla zákaz cestování do Itálie, jako to udělala pro Čínu, Írán a Jižní Koreu, tak Ferrari a AlphaTauri měli obavy o schopnost jejich zaměstnanců opustit karanténu založenou v severní Itálii. Ross Brawn, výkonný ředitel sportu, oznámil, že Grand Prix nebude pokračovat, pokud bude týmu zablokován vstup do hostitelské země, ale dodal, že závod se může konat, pokud se tým dobrovolně rozhodne nevstoupit do hostitelské země.
Organizátoři Grand Prix Bahrajnu, která se měla původně konat týden po australském závodě, oznámili, že divákům nebude umožněna účast na akci. Organizátoři Grand Prix Austrálie se rozhodli podobná opatření nezavádět a místo toho se rozhodli minimalizovat kontakt mezi diváky a závodníky. Pravidlo se vztahovalo také na závodníky z doprovodných sériích, včetně šampionátu Supercars, šampionátu S5000 a asijsko-pacifického poháru TCR, který se měl konat jako nemistrovský závod australské série TCR.
Pět členů týmu, čtyři z Haasu a jeden z McLarenu, bylo po příjezdu do Melbourne umístěno do karantény, když se u nich projevily příznaky podobné chřipce. Všech pět z nich bylo testováno na COVID-19 a výsledky byly negativní pro členy Haasu, ale pozitivní pro člena McLarenu. McLaren to oznámil ve čtvrtek večer a ze závodu odstoupil. Do izolace se později dostal i fotograf. Premiér Victorie Daniel Andrews byl kritizován za to, že umožnil Grand Prix pokračovat. Ten odpověděl tím, že zrušení závodu by bylo nepřiměřenou reakcí na radu, kterou státní vláda dostala. Jezdci Lewis Hamilton a Kimi Räikkönen také kritizovali rozhodnutí uspořádat závod s odvoláním na rozhodnutí Národní basketbalové asociace, která na neurčito přerušila sezónu 2019-20. Daniel Andrews oznámil, že v případě konání Grand Prix bude divákům zakázána účast předtím, než byl závod v pátek ráno zrušen několik hodin předtím, než měly vozy Formule 1 zahájit svůj první trénink. Následně se ukázalo, že pouze tři týmy – Red Bull Racing, jeho sesterský tým Scuderia AlphaTauri a Racing Point – byly ochotny soutěžit, pokud by závod pokračoval. Po zrušení bylo dalších čtrnáct členů týmu McLaren umístěno do karantény.
Všechny doprovodné sérií byly také zrušeny. Tyto série absolvovaly ve čtvrtek tréninky a kvalifikace spolu s jedinečným závodem australské série Porsche Carrera Cup. Dvousedadlový vůz Minardi v pátek brzy ráno také předvedl několik ukázkových jízd.
Sezóna 2020 nakonec začala v Rakousku na Red Bull Ringú v červenci 2020.

### Pokus o přeplánování
Krátce po zrušení pořadatelé oznámili, že plánují přeložit závod na pozdější dobu v tomto roce. Několik dalších Grand Prix bylo zrušeno nebo odloženo a začátek šampionátu byl odložen na červenec. Nakonec byl zveřejněn nový kalendář s osmi závody, ale Grand Prix Austrálie tam nebyla. Nicméně Liberty Media oznámila, že hodlá uspořádat až patnáct závodů. V červnu 2020 federální ministr cestovního ruchu Simon Birmingham oznámil, že australská vláda očekává, že hranice země budou uzavřeny pro mezinárodní cestování do roku 2021. Závod nakonec nikdy nebyl pro sezónu 2020 přeplánován, akce 2021 se přesunula z tradičního březnového data na listopad, než byla druhý rok po sobě zrušena.
Po dvouleté neúčasti kvůli pandemii COVID-19 se ročník 2022 vrátil v dubnu jako třetí kolo šampionátu na novém uspořádání okruhu.

## Soudní spor
Po zrušení závodu World Touring Melbourne (WTM) zažalovala Australian Grand Prix Corporation (AGPC) za zrušení akce. WTM zažalovala AGPC o 8 milionů dolarů, protože organizátor nesplnil svůj závazek a způsobil WTM ztrátu a škodu. Agentura požadovala celkem 7,594 milionu dolarů za vzniklé náklady plus 1,128 milionu dolarů ušlého zisku. Britský zpěvák Robbie Williams měl příští večer vystoupit s honorářem 1,94 milionu dolarů, na stejné akci měla vystoupit i americká popová zpěvačka Miley Cyrus. WTA uvedla, že byla informována o zrušení po telekonferenci před oficiálním zrušením závodu.
Před Nejvyšším soudem ve Victorii se případ obžalovaného týkal toho, že Grand Prix a koncert WTM byly zrušeny na radu, nikoli na pokyn, Dr. Suttona. Tehdejší ředitel zdravotnictví Victorie argumentoval tím, že telefonická a e-mailová komunikace mezi AGPC a Dr. Suttonem ze dne 13. března 2020, byla chápána v kontextu zrušit obě akce.
Soud shledal, že AGPC tvrdila, že jak Grand Prix 2020, tak koncert WTM byly zrušeny, protože Dr Sutton nařídil, že obě akce nemohou pokračovat a že toto prohlášení bude pravděpodobně zavádějící nebo klamavé. Soud zjistil, že WTM spoléhala na zastoupení.
Soud také zjistil, že v e-mailu zaslaném WTM v 16:25 v pátek 13. března AGPC učinila další prohlášení, že rady poskytnuté Dr. Suttonem, se rozšířily na další aktivity v oblasti kolem Grand Prix. a že je třeba se touto radou řídit. Bylo zjištěno, že toto prohlášení bylo v rozporu s textovou zprávou od Dr. Suttona dříve toho dne, která říkala, že rozhodnutí zrušit koncert WTM je nakonec věcí organizátorů. Soud zjistil, že toto prohlášení AGPC bylo pravděpodobně zavádějící nebo klamavé a že WTM na prohlášení spoléhala.
Soud navíc zjistil, že AGPC porušila odlišné podmínky smlouvy s WTM. Porušené podmínky zahrnovaly právo WTM uspořádat událost a odpovídající povinnost AGPC umožnit jí to udělat, povinnost AGPC poskytnout WTM místo, které bylo vhodné pro daný účel, a povinnost poskytnout kopii písemné radě tehdejšího hlavního zdravotního důstojníka ve Victorii, Dr. Suttona. Nakonec došlo k vyrovnání ve výši 5 milionů $ pro dosažení nákladů.